# WebPositive
WebPositive (często skracane do Web+) – domyślna przeglądarka internetowa w systemie Haiku od wersji R1/Alpha 2. Celem jej stworzenia było zastąpienie używanej we wcześniejszych wersjach przeglądarki BeZillaBrowser (portu Firefoxa 2) natywną przeglądarką opartą na WebKicie.
Obecnie WebPositive zapewnia częściowe wsparcie HTML5. Najważniejszym brakiem jest nieobsługiwanie tagów <audio> i <video> (Media Kit na obecnym etapie rozwoju nie pozwala na to).